# Karl August Ott
Karl August Ott (* 18. April 1921 in Helsa; † 24. Dezember 1991 in Kiel) war ein deutscher Romanist.

## Leben
Ott machte 1938 in Heidelberg das Abitur und studierte ab 1939 Germanistik und Romanistik an der Ruprecht-Karls-Universität Heidelberg. Nach Kriegsdienst von 1940 bis 1945 wurde er 1947 in Heidelberg bei Gerhard Hess promoviert mit der Arbeit Die Sprachhaltung des 17. Jahrhunderts in den "Remarques sur la langue françoise" von Claude Favre de Vaugelas sowie 1960, ebenfalls bei Gerhard Hess, mit einer Arbeit über Luigi Pirandello habilitiert. Er wurde zuerst an die Universität Münster berufen, dann an die Universität Kiel. Dort war er von 1966 bis 1989 ordentlicher Professor für romanische Philologie (von 1969 bis 1970 auch Dekan). Ott war Ehrendoktor der Universität der Westbretagne in Brest (1982).

## Werke
- Der Mensch vor dem Standgericht. Erlebnis und Reflexion, Hamburg, Hoffmann & Campe, 1949.
- (Übersetzer) Paule Régnier (1888–1950), Die Netze im Meer. Roman, Heidelberg, Kerle, 1952 (französisches Original: Les filets de la mer, 1949).
- (Hrsg.) Luigi Pirandello, Humoresken und Satiren, Heidelberg, Drei Brücken Verlag, 1956 (übersetzt von Hans Hinterhäuser).
- (Übersetzer mit Justus Streller und Alexa Wagner) Jean-Paul Sartre, Das Sein und das Nichts. Versuch einer phänomenologischen Ontologie, Hamburg, Rowohlt, 1962.
- (Hrsg. und Übersetzer) Guillaume de Lorris und Jean de Meun, Der Rosenroman, 3 Bde., München, Fink, 1976–1979.
- Der Rosenroman, Darmstadt, Wissenschaftliche Buchgesellschaft, 1980 (Erträge der Forschung 145).
- (Hrsg. und Übersetzer) Blaise Pascal, Briefe in die Provinz, Heidelberg, Schneider; Darmstadt, Wissenschaftliche Buchgesellschaft, 1990 (Pascal, Werke, 3).